# LG Cookie
De LG Cookie (LG KP500) is een mobiele telefoon van LG uit december 2008. De opvolger is LG Cookie Plus.

## Specificaties
De LG KP500 is een low-budget telefoon. Toch beschikt de LG KP500 over een aantal moderne specificaties zoals een 3 inch touchscreen, een mp3-speler, 3,2 megapixel-foto- en videocamera, motion-sensorgames en een FM-radio. Ook beschikt de telefoon over widgets zoals wereldtijd, klok, FM-radio, diavoorstelling, kalender en een memo. De LG Cookie kan bestanden delen via Bluetooth en MMS. Wereldwijd zijn zo'n 10 miljoen "cookies" verkocht.
LG Cookie maakt gebruik van de ARM9E-processor. Deze heeft een kloksnelheid van 175 MHz.